# 120174 Jeffjenny
120174 Jeffjenny è un asteroide della fascia principale. Scoperto nel 2003, presenta un'orbita caratterizzata da un semiasse maggiore pari a 2,6543500 UA e da un'eccentricità di 0,1721037, inclinata di 14,15339° rispetto all'eclittica.